# Eparchie novgorodská
Eparchie Novgorod je eparchie ruské pravoslavné církve nacházející se v Rusku.

## Území a titul biskupa
Zahrnuje správní hranice území Starorusského újezdu, také Novgorodského, Batěckého, Valdajského, Volotovského, Děmjanského, Krestěckého, Malovišerského, Marjovského, Parfinského, Poddorského, Soleckého, Cholmského, Čudovského a Šimského rajónu Novgorodské oblasti.
Eparchiálnímu biskupovi náleží titul biskup novgorodský a starorusský.

## Historie
Eparchie byla zřízena na konci 10. století, zdroje se v přesném datu zřízení liší. Za prvního biskupa Novgorodu je považovaný Ioakim, který pravděpodobně přijel z Chersonésu s knížetem Vladimírem.
Až do připojení Novgorodské republiky k Moskevskému velkoknížectví roku 1478 byli biskupové vybíráni losováním, poté  jej jmenoval Metropolita kyjevský a celé Rusi. Někdy se věče zúčastnil volebního řízení. Předpokládá se že prvním voleným biskupem byl Arkadij zvolený roku 1156. Prvním sesazeným biskupem byl roku 1228 arcibiskup Arsenij.
Roku 1147 byl z iniciativy knížete Izjaslava II. Mstislaviče nezákonně jmenován metropolitou kyjevským Kliment Smoljatič. Na konci roku 1156 byl do Kyjeva jmenován Konstantinopolským patriarchátem metropolita Konstantin. Za věrnost při podpoře politiky patriarchátu biskupem Nifontem získala novgorodská eparchie od patriarchy určitou autonomii.
Od roku 1165, za Ioanna se novgorodský stolec stal první archieparchií v Rusku. V Byzantské říši náležel titul arcibiskup obvykle jen autokefalním biskupům, kteří nepodléhali metropolitům, ale přímo patriarchovi.
Ve 12. a 13. století se jurjevský monastýr stal státním monastýrem Novgorodské republiky a jeho archimandrita byl hlavou městských soudců.
Roku 1346 získal arcibiskup Vasilij právo nosit polystavrion (biskupské roucho zdobené čtyřmi kříži). Tuto výsadu měli jen nejvyšší byzantští hierarchové.
Na konci 15. století byl na dvoře novgorodského arcibiskupa Gennadije sestaven první kompletní korpus slovanské Bible. Tato kniha je známá jako Gennadijevská Bible (1499).
Vládnoucí biskupové až do roku 1589 nosili titul arcibiskup velikonovgorodský a pskovský.
Roku 1589 získala eparchie status metropole.
V 17. století byli na novgorodském biskupském stolci budoucí moskevští patriarchové Nikon, Pitirim a Ioakim.
V letech 1721–1762 nesli hierarchové titul velikonovgorodský a velikolukský.
Dne 1. ledna 1775 nařídila carevna Kateřina II. Veliká aby sanktpetěrburský arcibiskup Gavriil (Petrov) byl také arcibiskupem Novgorodu. Poté s výjimkou extrémně krátkých období byla eparchie pod správou sanktpetěrburských biskupů. Jejich titul v této době začínal novgorodský. Roku 1892 byl Palladij (Rajev) jmenován metropolitou sanktpetěrburským a ladožským a Feognost (Lebeděv) arcibiskupem novgorodským a starorusským.
Roku 1787 byl založen starorusský vikariát který byl roku 1892 po zřízení nezávislé eparchie přejmenován na kirillovský.
Roku 1924 začala v eparchii jako v ostatních eparchiích v SSSR hromadná vlna zavírání chrámů. Další vlna následovala roku 1929.
Roku 1922 byl metropolita Arsenij (Stadnickij) povolán do Moskvy, kde byl zatčen. Nikdy se nevrátil do Novgorodu ale titul metropolity novgorodského si udržel až do srpna 1933. Po krátkém období, kdy byl šířen renovacionismus, byla v letech 1923-1933 eparchie pod správou dočasných administrátorů.
V srpnu 1933 byl do čela eparchie postaven metropolita Alexij (Simanskij), který jí fakticky vládl od září 1926.
Do roku 1939 byla uzavřena většina chrámů a monastýrů, také byla zničena většina duchovenstva. Na začátku Velké vlastenecké války byl v Novgorodu na Prusské ulici pouze chrám svatého Michaela Archanděla. V tomto chrámu v letech 1935-1936 sloužil protojerej Vladimir Konstantinovič Lozina-Lozinskij, později svatořečený mučedník.
Od srpna 1941 do podzimu 1943 bylo na okupovaném území obnoveno nejméně 60 farností. Chrámy znetvořené bolševickým režimem byly opraveny a znovu vysvěceny. Ve vesnici Orlovo byl postaven nový dřevěný chrám.
V prosinci 1943 byla eparchie sloučena s leningradskou eparchií. Po osvobození z okupace úřady mnoho obnovených chrámů znovu uzavřely. V důsledku toho bylo v 50. letech v Novgorodské oblasti pouze 41 farností.
Od roku 1945 do roku 1962 fungoval ve Velikém Novgorodu pouze jeden chrám svatého Mikuláše, po jehož uzavření v září 1962 byla komunita přestěhována do chrámu svatého apoštola Filipa.
Dne 22. listopadu 1956 byla eparchie oddělena od leningradské eparchie. Roku 1967 byla znovu sloučena s Leningradem.
Dne 20. června 1990 byla rozhodnutím Svatého synodu eparchie znovu oddělena.
Dne 28. prosince 2011 byla rozhodnutím Svatého synodu zřízena z části území eparchie nová eparchie borovičská. Ve stejný den vznikla novgorodská metropole.

## Seznam biskupů

### Biskupové novgorodští
- 989–1030 Joakim Korsuňanin, svatořečený
  - 1030–1035 Jefrem, dočasný administrátor
- 1035–1059 Luka Žiďata, svatořečený
- 1060–1069 Stefan
- 1069–1078 Feodor
- 1078–1096 German, svatořečený
- 1096–1108 Nikita, svatořečený
- 1108–1130 Ioann Papin
- 1130–1156 Nifont, svatořečený
- 1158–1163 Arkadij, svatořečený
- 1163–1165 Ioann II., poté arcibiskup, svatořečený

### Arcibiskupové velikonovgorodští a pskovští
- 1165–1186 Ioann II.
- 1187–1193 Grigorij, svatořečený
- 1193–1199 Martirij, svatořečený
- 1201–1211 Mitrofan
- 1211–1219 Antonij, svatořečený
- 1219–1223 Mitrofan, podruhé
- 1223–1225 Arsenij Černěc
- 1225–1228 Antonij, podruhé
- 1228–1228 Arsenij Černěc, podruhé
- 1228–1229 Antonij, potřetí
- 1230–1249 Spiridon
- 1251–1274 Dalmat
- 1276–1299 Kliment
- 1300–1308 Feoktist, svatořečený
- 1309–1325 David
- 1325–1331 Moisej, svatořečený
- 1331–1352 Vasilij, svatořečený
- 1352–1359 Moisej, podruhé
- 1359–1375 Alexij, svatořečený
- 1375–1388 Alexij, podruhé
- 1388–1415 Ioann III.
- 1416–1421 Simeon, svatořečený
- 1421–1423 Feodosij
- 1423–1429 Evfimij (Bradatyj)
- 1429–1458 Evfimij II., svatořečený
- 1458–1470 Iona, svatořečený
- 1470–1480 Feofil, svatořečený
- 1483–1484 Sergij
- 1484–1504 Gennadij, svatořečený
- 1506–1509 Serapion, svatořečený
  - 1509–1526 eparchie neobsazena
- 1526–1542 Makarij, svatořečený
- 1542–1551 Feodosij II.
- 1551–1552 Serapion (Kurcev)
- 1552–1571 Pimen, svatořečený
- 1571–1575 Leonid
- 1576–1586 Alexandr (Běrdov)

### Metropolité novgorodští a pskovští
- 1586–1591 Alexandr (Běrdov)
- 1592–1601 Varlaam (Bělkovskij)
- 1603–1619 Isidor
- 1619–1626 Makarij II.
- 1626–1634 Kiprian (Starorusennikov)
- 1635–1649 Affonij, svatořečený
- 1649–1652 Nikon (Minin)
- 1652–1662 Makarij III.
- 1664–1672 Pitirim
- 1672–1674 Ioakim (Savjolov)
- 1674–1695 Kornilij
- 1695–1696 Jevfimij (Rylkov)
- 1697–1716 Iov
  - 1716–1721 eparchie neobsazena

### Arcibiskupové velikonovgorodští a velikolukský
- 1720–1725 Feodosij (Janovskij)
- 1725–1736 Feofan (Prokopovič)
  - 1736–1740 eparchie neobsazena
- 1740–1745 Amvrosij (Juškevič)
- 1745–1753  Stefan (Kalinovskij)
  - 1753–1757 eparchie neobsazena
- 1757–1767 Dimitrij (Sečenov)
  - 1767–1774 eparchie neobsazena
  - 1775–1799 pod jurisdikcí sanktpetěrburských metropolitů

### Metropolité sanktpetěrburští a novgorodští
- 1799–1800 Gavriil (Petrov)
  - 1800–1818 pod jurisdikcí sanktpetěrburských metropolitů, nezávislá eparchie

### Metropolité novgorodští, sanktpetěrburští, estonští a vyborgští
- 1801–1803 Amvrosij (Podobědov)

### Metropolité novgorodští, sanktpetěrburští, estonští a finští
- 1803–1818 Amvrosij (Podobědov)
  - 1818–1892 pod jurisdikcí sanktpetěrburských metropolitů, nezávislá eparchie
- 1818–1821 Michail (Děsnickij)
- 1821–1843 Serafim (Glagolevskij)
- 1843–1848 Antonij (Rafalskij)
- 1848–1856 Nikanor (Klementěvskij)
- 1856–1860 Grigorij (Postnikov)
- 1860–1865 Isidor (Nikolskij)

### Metropolité novgorodští, sanktpetěrburští a finští
- 1865–1892 Isidor (Nikolskij)

### Arcibiskupové novgorodští a staroruští – metropolité novgorodští
- 1892–1900 Feognost (Lebeděv)
- 1900–1910 Gurij (Ochotin)
- 1910–1933 Arsenij (Stadnickij), svatořečený mučedník a vyznavač
  - 1922–1924 Serafim (Velickij), dočasný administrátor
  - 1925–1926 Iosif (Petrovych), dočasný administrátor, svatořečený mučedník
  - 1926–1933 Alexij (Simanskij), dočasný administrátor
- 1933–1933 Alexij (Simanskij)
- 1933–1936 Venedikt (Plotnikov)
  - 1936–1937 Sergij (Vasiljev), dočasný administrátor
  - 1937–1940 Nikolaj (Jaruševič), dočasný administrátor

### Metropolité leningradští a novgorodští
- - 1943–1956 sloučení s leningradskou eparchií
- 1943–1945 Alexij (Simanskij)
  - 1944–1945 Grigorij (Čukov), dočasný administrátor
- 1945–1955 Grigorij (Čukov)
- 1955–1956 Jelevferij (Voroncov)

### Biskupové novgorodští a staroruští
- 1956–1959 Sergij (Golubcov), dočasný administrátor
- 1959–1963 Sergij Golubcov

### Arcibiskupové novgorodští a staroruští
- 1963–1967 Sergij (Golubcov)

### Metropolité leningradští a novgorodští
- - 1967–1990 sloučení s leningradskou eparchií
- 1967–1978 Nikodim (Rotov)
- 1978–1986 Antonij (Mělnikov)
- 1986–1990 Alexij (Rüdiger)

### Biskupové novgorodští a staroruští
- 1990–1995 Lev (Cerpickij)

### Arcibiskupové novgorodští a staroruští
- 1995–2012 Lev (Cerpickij)

### Metropolité novgorodští a staroruští
- od 2012 Lev (Cerpickij)